# Campionato europeo femminile under 17 di calcio 2010
Il Campionato europeo femminile under 17 di calcio 2010 è stata la terza edizione della competizione organizzata dalla Union of European Football Associations (UEFA). La fase finale si è disputata ancora una volta a Nyon, in Svizzera, dal 22 al 26 giugno 2010.
Le 40 squadre partecipanti presero parte a due turni di qualificazione, con quattro squadre che si qualificarono per la fase finale. Questa edizione fu vinta dalla Spagna. Le prime tre classificate, Spagna, Irlanda e Germania, si qualificarono al Campionato mondiale femminile under 17 di calcio 2010, a Trinidad e Tobago.

## Fase finale

### Tabellone
La fase finale fu giocata in Svizzera.
|  | Semifinali  | Semifinali  | Semifinali |         |            | Finale          | Finale          | Finale          |  |
|  |             |             |            |         |            |                 |                 |                 |  |
|  | Paesi Bassi | Paesi Bassi | 0          |         |            |                 |                 |                 |  |
|  | Paesi Bassi | Paesi Bassi | 0          |         |            |                 |                 |                 |  |
|  | Spagna      | Spagna      | 3          |         |            |                 |                 |                 |  |
|  | Spagna      | Spagna      | 3          |         | Spagna     | Spagna          | 0 (4)           |                 |  |
|  |             |             |            |         | Spagna     | Spagna          | 0 (4)           |                 |  |
|  |             |             | Irlanda    | Irlanda | 0 (3)(dcr) |                 |                 |                 |  |
|  | Irlanda     | Irlanda     | Irlanda    | Irlanda | 0 (3)(dcr) | 1               |                 |                 |  |
|  | Irlanda     | Irlanda     |            |         |            | 1               |                 |                 |  |
|  | Germania    | Germania    | 0          |         |            | Finale 3º posto | Finale 3º posto | Finale 3º posto |  |
|  | Germania    | Germania    | 0          |         |            |                 |                 |                 |  |
|  |             |             |            |         |            |                 |                 |                 |  |
|  |             |             |            |         |            | Paesi Bassi     | Paesi Bassi     | 0               |  |
|  |             |             |            |         |            | Paesi Bassi     | Paesi Bassi     | 0               |  |
|  |             |             |            |         |            | Germania        | Germania        | 3               |  |

### Semifinali
| Arbitro: | Morag Pirie |

|  |           |                                     |
|  | Marcatori | 32’ Sampedro 52’ Pinel 80+3’ Lázaro |

| Arbitro: | Anastasija Pustovojtova |

|              |           |  |
| Campbell 38’ | Marcatori |  |

### Finale per il terzo posto
| Arbitro: | Morag Pirie |

|  |           |                                          |
|  | Marcatori | 23’ Petermann 56’ Leupolz 70’ Chojnowski |

### Finale
| Arbitro: | Anastasija Pustovojtova |

|                                  |                      |                         |
| Mérida Gutiérrez Sampedro Catala | Tiri di rigore 4 – 1 | Jarrett Gleeson O'Brien |

## Statistiche

### Classifica marcatrici
1 rete
- Silvana Chojnowski
- Melanie Leupolz
- Lena Petermann

- Megan Campbell
- Paloma Lázaro

- Raquel Pinel
- Amanda Sampedro